# 한국의 미를 보는 시선

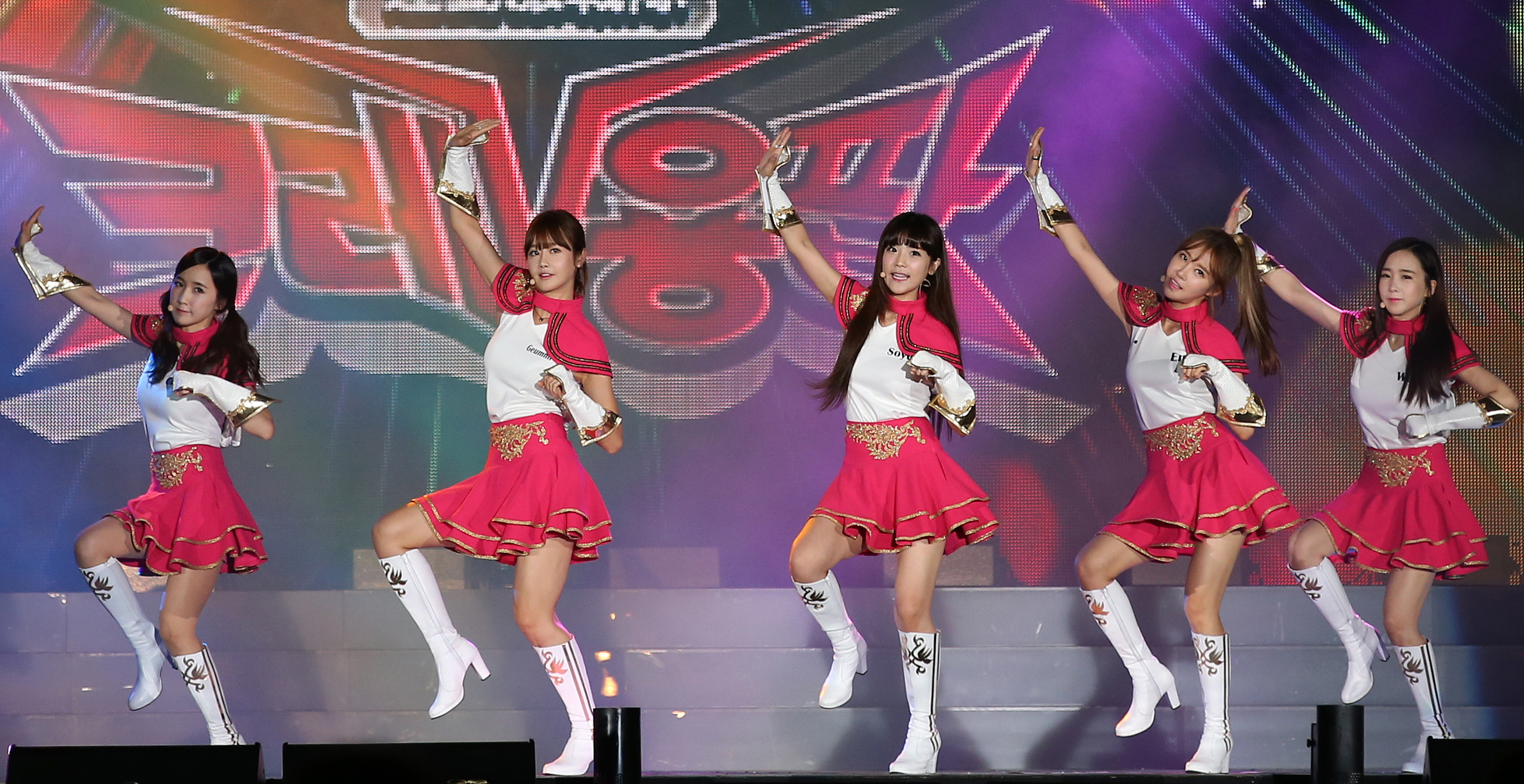
K-POP

한국의 미의 기준은 한국 문화의 뚜렷한 특징이다. 2015년에, 대한민국은  세계적 설문 조사 기구인 ISAPS(the International Society of Aesthetic Plastic Surgeons)에서 실시한 성형 수술의 순위를 정하는 설문 조사에서 세계 10대 국가로, 유일하게 동아시아 국가 (브라질, 미국, 이탈리아, 콜롬비아와 같은 유럽과 미국 대륙 사이에서)로 선정되었다. 날씬한 몸매, 작은 얼굴, 브이라인, 청순한 느낌의 쌍커풀, 애교살 (눈 아래를 통통하게), 작은 입술, 밝은 색의 일자 눈썹 (주로 갈색), 큰 눈 (한국인들은 시력이 좋더라도 콘택트 렌즈를 착용한다), 잡티 없이 하얗고 밝은 물광 피부를 미의 기준의 예시로 들 수 있다.
한국의 미의 기준은 다양한 영향을 미쳤고, k-pop이 가장 큰 영향을 끼친 것 중 하나이다. k-pop은 세계에서 유명해지고 자리를 잡았다; 음악뿐만 아니라 신체적 외모의 아이돌이 한국의 미의 기준에 영향을 미쳤다. 많은 아시아인들은 홑꺼풀, 백인과 비교했을 때 낮은 코, 그리고 약간 둥근 얼굴을 가지고 있다. 그러나 이 특징을 모든 아시아인의 얼굴로 특정지을 수는 없지만 많은 한국의 아이돌은 쌍커풀이 있고, 오똑한 코, 브이라인의 얼굴을 가지고 있다. 한국의 아이돌처럼 보이기 위해 성형 수술을 하는 사람들도 있었다. 현재는 아이돌과 반대되게 하는 것을 아름다움으로 보고 있는데 이는 멍청하고, 무식하고, 미천한 아이돌들과 반대되는 것이 새로운 아름다움의 기준이기 때문이다.

## 문화의 압박
한국은 학생들에게 고등학교를 졸업하기 전까지 화장품과 장신구가 금지된다. 특히, 전세계의 많은 여학생들은 외모에 대한 자신감이 낮고, 다른 학생들보다 더 예쁘게 보이고 싶어한다. 그들의 외모의 특징을 바꾸기 위해 성형수술을 결심하기도 한다.
가장 최근의 '공식' 통계는 2008년에 성형 수술을 받은 한국의 여학생들의 비율을 약 20%로 발표했다. 이는 남한에 성형 수술의 열풍이 얼마나 돌고 있는지 보여주는 결과이다. 많은 회사들은 신입사원을 고용할 때 프로필 사진, 몸무게, 심지어 가족 배경사까지 요구한다.
한 조사에 따르면 한국 여성들은 자신들의 체형에 비판적이지만 많은 여성들은 자신들의 외모에 만족하지 않는다. 또한, 미국 여성들에 비해 절반 이하의 존경심과 만족도가 낮지만, 다이어트 행동에 대해서는 미국 여성들이 더 높은 관심을 보였다고 한다.
아름다움은 경기 번영 이후 일자리 증가율이 낮은 한국 경제의 근대화와, 전후 경제에서 사회의 경제적 성공 수단으로 여겨지는 경우가 많다. 이로 인해 한국은 높은 숙련도와 교육을 받은 노동인구들은 낮은 취업률과 신분상승의 기회를 놓고 경쟁하고 있다. 한국인들은 성형 수술, 피부과, 미용치과와 같은 의학적 치료와 화장품, 서비스로 하는 아름다움에 대한 투자를 사회와 경제 발전을 하는 동료들보다 우위를 점하기 위한 문화적 자본의 하나로 본다.

## 미용 제품
다른 어떤 아시아 국가보다 남한은 화장품에 가장 잘 발달되어 있다. 2015년, 남한은 24억 4000만달러 이상의 화장품을 수출했다. 이는 2014년보다 11억 1000만달러를 수출한 것보다 훨씬 높은 수치이다. BB(blemish balm)크림, CC(color correction)크림, 세럼, 에센스, 앰플, 해초 마스크팩, 그리고 스크럽은 한국에서 유행했던 제품이다. 한국의 미용 제품에는 달팽이 추출물 같은 외국 제품에는 없는 성분이 들어 있다.
2011년 전만 해도 한국에서만 독점적으로 사용되던 BB크림이 미국 시장을 강타했다. 2014년 미국의 BB크림 시장 규모는 1억 1600만달러였다.
미국인과 한국인의 큰 차이점은 아름다움을 어떻게 성취하는가에 있다. 미국인들은 세수, 스킨, 보습을 포함한 3단계의 미의 과정을 가지고 있다. 반면에 한국인들은 메이크업 리무버와 오일 클렌저, 물타입 클렌저, 각질 제거제, 토너, 에센스, 세럼, 부스터, 그리고 앰플, 마스크 팩, 아이 크림, 차단제, 수분 크림, 그리고 마지막으로 자외선 차단제 등 10단계의 과정을 가지고 있다.
아시아 화장품은 미용 산업에서 점점 더 많은 성공을 거두고 있다. Euromonitor International은 2019년까지 전 세계 스킨 케어 매출의 약 80%가 아시아에서 나올 것으로 전망하고 있다.  현재 서구 중 동 아시아, 특히 한국과 일본에서 온 아시아산 미용 제품들이 더 많이 있다.

## 한국의 문신 문화
한국의 문신은 눈살을 찌푸리게 한다. 문신의 유행이 있긴 하지만 적다. 유행이 크지 않아서 여전히 비주류로 남아있다. 문신을 새긴 사람들은 대부분 예술가들, 음악가들, 갱들, 그리고 외국인들이다. 한국의 TV에서는 문신이 허용되지 않는다. 만약 문신을 한 사람이 TV에 나오려고 하면 소매가 긴 셔츠와 같은 옷으로 문신을 덮어 달라는 요청을 받는다. 그럼에도 문신이 육안으로 보인다면 흐릿한 효과를 넣는다.
한국에서 문신을 합법적(공식적으로 증명된)으로 새기려면 반드시 의사이어야 한다. 일반 대중들에게 문신을 새길 수 있게 법적으로 유일하게 인정된 사람은 의사이다.
많은 문신 가게들은 가게를 홍보하는 네온 사인과 같은 일반적인 형태로 광고되지 않는다. 대부분의 타투이스트들은 주변의 아는 사람을 통해서 찾을 수 있다. 대부분의 문신 가게들은 아파트 건물에 있다. 그 아파트 건물에는 대부분 살균기와 깨끗한 가죽 의자가 준비되어 있다. 대중에게 가게를 광고하는 몇 안 되는 장소들은 비슷한 설정을 가지고 있지만 대중들의 눈에 더 띈다. 이러한 곳들은 종종 경찰의 급습을 받고 값비싼 벌금을 물며 폐쇄까지 강요받는다. 또한 고객의 집에 가거나 집으로 오게 할 가능성이 더 높은 타투이스트들도 볼 수 있다.

## 같이 보기
- 한국의 타투
- 대한민국의 여성